# Липелей
Липелей (рос. Липелей) — присілок в Росії у складі Ардатовського району Нижньогородської області. Входить до складу Стексовської сільської ради.

## Населення
| 1999 | 2002 | 2010 |
| ---- | ---- | ---- |
| 184  | ↘175 | ↘159 |